# Ямпольський Юрій Моїсійович
Юрій Моїсійович Ямпольський (1946—2025) — український астроном, завідувач відділу радіофізики геокосмосу Радіоастрономічного інституту НАНУ (1993—2016), член-кореспондент НАНУ, лауреат Державної премії України (2008). 
Основні наукові результати присвячені електромагнітним полям у навколоземній плазмі. Був організатором і учасником багатьох антарктичних експедицій.

## Біографія
Народився 26 серпня 1946 року в Запоріжжі. 1969 року закінчив Харківський державний університет.
Від 1968 по 1985 рік працював у Інституті радіофізики та електроніки АН УРСР. 1978 року захистив дисертацію кандидата фізико-математичних наук за спеціальністю «Радіофізика».
З 1985 року працював у Радіоастрономічному інституті НАН України.
1987 року здобув наукове звання старшого наукового співробітника.
1991 року захистив докторську дисертацію за спеціальністю «Радіофізика».
1992 року присвоєно вчене звання професора.
З 1993 по 2016 рік  створив і тривалий час очолював відділ радіофізики геокосмосу Радіоастрономічного інституту.
2009 року обраний членом-кореспондентом НАН України за спеціальністю «астрономія, фізика космосу».
Помер 27 липня 2025 року.

## Наукові результати
Наукова робота Юрія Ямпольського присвячена дослідженням взаємодії електромагнітних полів з навколоземною плазмою.
Почав наукову кар'єру під керівництвом співзасновника української школи космічної радіофізики Павла Бліоха.
Основні наукові результати Ямпольського включають відкриття радіального дрейфу стимульованих плазмових неоднорідностей, штучне збудження геомагнітних пульсацій, визначення механізму перенесення потужних погодних збурень на геокосмічні висоти. Під його керівництвом розроблено нові методи діагностики навколоземної плазми, вперше застосовано глобальні електромагнітні резонатори індикаторами космічної погоди.
Роблячи вимірювання властивостей навколоземної плазми, багато подорожував Радянським Союзом, особливо в Арктиці. Після того, як в 1996 році Україна отримала антарктичну станцію Академік Вернадський, Ямпольський став її використовувати для досліджень фізики верхніх шарів атмосфери і ближнього космосу. Він організовував і брав особисту участь у багатьох експедиціях в Антарктику й Арктику.
У 2011—2020 роках він очолював напрям «Геокосмічні дослідження» Державної цільової науково-технічної програми проведення досліджень в Антарктиці.
Його дослідження стали вагомим внеском у розвиток радіофізики, космічної фізики та методів дистанційного зондування космічного середовища. Зокрема, він досліджував вплив геокосмічних плазмових неоднорідностей на якість радіоастрономічних спостережень, що сприяло створенню ефективних короткохвильових загоризонтних радіолокаторів.
Серед всесвітньо визнаних результатів Ю.М. Ямпольського – штучне збудження геомагнітних пульсацій, відкриття радіального дрейфу стимульованих плазмових неоднорідностей, встановлення механізму перенесення потужних погодних збурень на висоти геокосмосу і до магнітосполученого регіону земної кулі. Під його керівництвом розроблено низку оригінальних методів діагностики плазмового оточення Землі, вперше запроваджено використання глобальних електромагнітних резонаторів як індикаторів космічної погоди.
Протягом багатьох років очолював напрям «Геокосмічні дослідження» в рамках Державних наукових програм України в Антарктиці. Він був активним учасником міжнародних наукових програм, організатором численних експедицій до Антарктики та Арктики, у яких брав участь особисто.
Був офіційним представником України в Європейській науковій асоціації EISCAT, співкерівником наукової програми досліджень Україна – EISCAT, ініціатором створення Комплексу електромагнітного зондування навколишнього середовища.
Під керівництвом Ямпольського підготовлено 4 доктори та 15 кандидатів наук.

## Відзнаки
- 2002 — звання «Заслужений діяч науки і техніки України».
- 2008 — Державна премія України в галузі науки і техніки за роботу «Космічні системи, прилади та методи діагностики електромагнітних полів у геокосмосі» (спільно з 6 співавторами)[1]
- Почесна грамота Верховної Ради України
- Відзнаки НАН України
- Відзнаки Державного космічного агентства України.

## Публікації
Ямпольський є автором або співавтором понад 300 наукових публікацій, в тому числі 70 публікацій, індексованих у Scopus.
Він є співавтором 2 монографій, одна з них вийшла двома виданнями:
- Безродный В. Г., Блиох П. В., Шубова Р. С., Ямпольский Ю. М. Флуктуации сверхдлинных радиоволн в волноводе Земля – ионосфера. — Москва : Наука, 1984. — 144 с.
- Литвиненко Л. Н., Ямпольский Ю. М. (ред.). Электромагнитные проявления геофизических эффектов в Антарктиде. — Харьков : НАН Украины, Радиоастрономич. ин-т, Нац. антарктич. науч. центр, 2005. — 331 с.
- Блиох П. В., Безродный В. Г., Шубова Р. С., Ямпольский Ю. М. Флуктуации сверхдлинных радиоволн в волноводе Земля – ионосфера. — Москва, 2013. — 152 с.